# Thomas Rock
Der Thomas Rock ist ein kleiner Nunatak im ostantarktischen Viktorialand. In den Prince Albert Mountains ragt er 1,5 km nordöstlich des Tent Rock und 10 km westlich der Ricker Hills auf.
Der United States Geological Survey kartierte ihn anhand eigener Vermessungen und Luftaufnahmen der United States Navy aus den Jahren von 1956 bis 1962. Das Advisory Committee on Antarctic Names benannte ihn im Jahr 1968 nach Kenneth E. Thomas, Funker der Überwinterungsmannschaft auf der Amundsen-Scott-Südpolstation im Jahr 1966.